# Blohm & Voss BV 222
Blohm & Voss BV 222 - foi um hidroavião usado pela Luftwaffe durante a Segunda Guerra Mundial para transportes e patrulhas marítimas de longo alcance. Foi construído pela empresa alemã Blohm & Voss. O BV 222 era capaz de transportar 92 soldados, e ele também apoiou os submarinos da Kriegsmarine no Atlântico.
|  |

## Histórico
- Primeiro Voo: 7 de setembro de 1940
- Primeira entrega: 10 de Julho de 1941
- Última entrega: 1945

## Especificações (BV 222C-09)
Dados de: Green, William (2010) Aircraft of the Third Reich Vol.1, War Planes of the Second War Vol.5.
Descrições gerais
- Tripulação: 11-14
- Capacidade: 92 soldados
- Comprimento: 37 m (120 ft)
- Envergadura: 46 m (150 ft)
- Altura: 10,9 m (36 ft)
- Área alar: 255 m² (2 740 ft²)
- Peso vazio: 30 650 kg (67 600 lb)
- Peso bruto (carregado): 45 990 kg (101 000 lb)
- Peso de decolagem: 49 000 kg (108 000 lb)

Motorização
- Número de motores: 6x
- Tipo do motor: Motor a pistão
- Fabricante/modelo: Junkers Jumo 207C de seis cilindros a diesel, refrigerado a líquido
- Potência por motor: 999 hp (745 kW)
- Descrição do propulsor/hélice: Três pás de passo variável tratoras

Performance
- Velocidade máxima: 390 km/h (242 mph)
- Velocidade total em Nó: 210,5 kn (390 km/h)
- Alcance: 6 100 km (3 790 mi)
- Autonomia: 28 hs
- Razão de subida: 2,4 m/s
- Tecto de serviço: 7 300 m (24 000 ft)

Armamentos
- Metralhadoras/canhões: 
3x canhões MG 151/20 de 20 mm (0,79 in)
5x metralhadoras MG 131 de 13 mm (0,51 in)